# 알렉산데르 그리추크

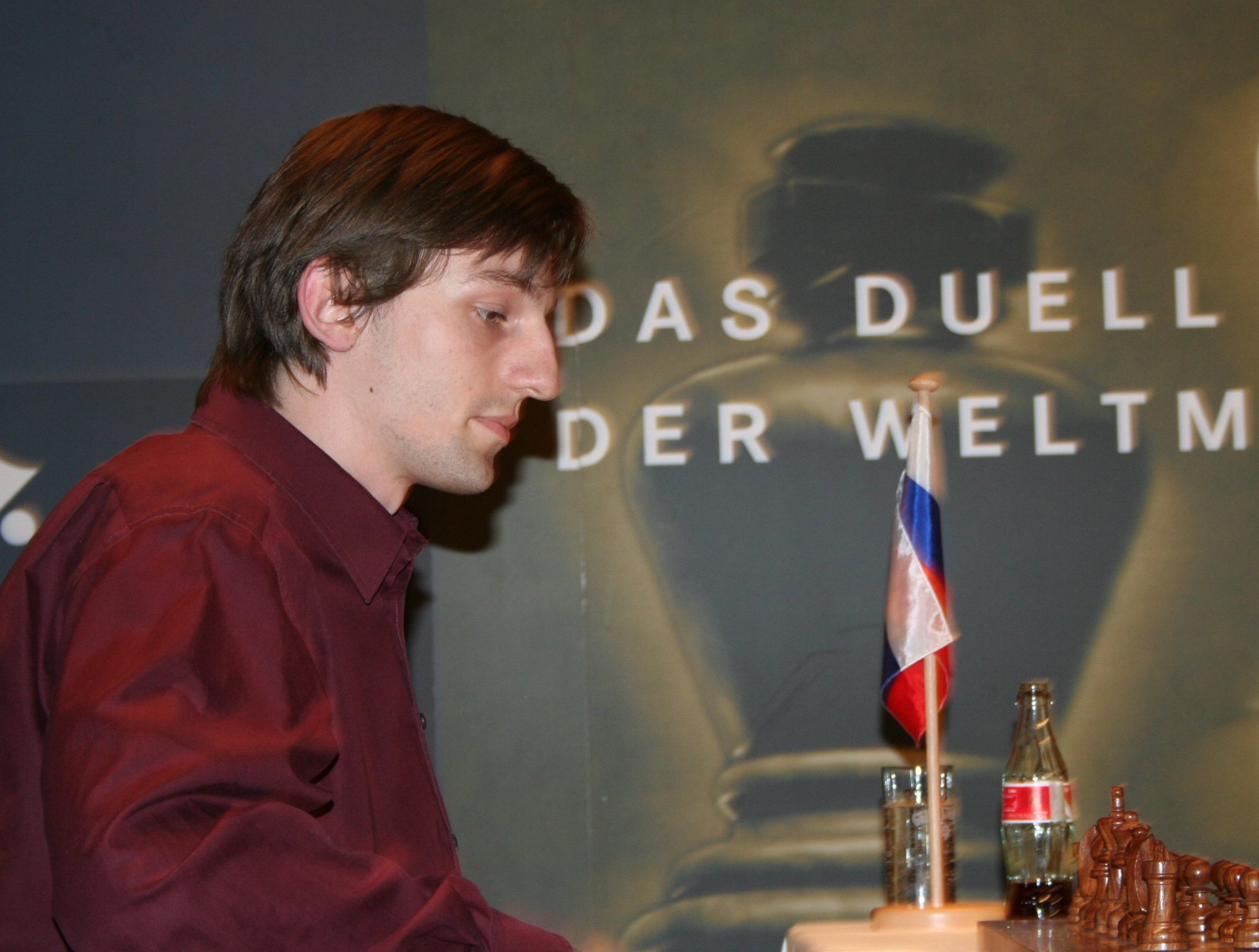
알렉산데르 그리추크

알렉산데르 이고레예비치 그리추크(러시아어: Алекса́ндр И́горевич Грищу́к, 1983년 10월 31일 ~ )는 러시아의 체스 선수이다.